# Supercoppa belga 2019 (pallavolo maschile)
La Supercoppa belga 2019 si è svolta il 13 ottobre 2019: al torneo hanno partecipato due squadre di club belghe e la vittoria finale è andata per la nona volta, la seconda consecutiva, al Roeselare.

## Regolamento
Le squadre hanno disputato una gara unica.

## Squadre partecipanti
| Squadra   | Qualificazione                      | Ultima partecipazione |
| --------- | ----------------------------------- | --------------------- |
| Maaseik   | Vincitrice Liga A 2018-19           | Supercoppa belga 2018 |
| Roeselare | Vincitrice Coppa del Belgio 2018-19 | Supercoppa belga 2018 |

## Torneo
| 13 ottobre 2019 Sportcampus Lange Munte, Courtrai Durata: ? - Spettatori: ? | Maaseik | 0 - 3 | Roeselare | 24-26, 23-25, 18-25 |